# Sport à Vichy
La ville de Vichy, située au sud-est du département de l'Allier en région Auvergne-Rhône-Alpes, est dotée d'installations sportives recevant du public ainsi que de clubs sportifs de haut niveau.
Plus largement, la communauté d'agglomération Vichy Communauté dispose, sur son territoire, d'un ensemble sportif de 500 hectares composé d'un important complexe (le parc omnisports Pierre-Coulon, d'une superficie de 150 hectares), et un CREPS, tous deux situés sur le territoire communal de Bellerive-sur-Allier, et comprenant plusieurs dizaines de terrains de sport qui ont accueilli des équipes nationales ou internationales ainsi que des infrastructures gérées par l'intercommunalité telles qu'un boulodrome ou un stade aquatique.

## Histoire

### La création du lac d'Allier et du parc omnisports
En 1957, débute une étude sur la création d'un pont-barrage et d'un bassin d'aviron, approuvée par le conseil municipal de Vichy en 1961, ainsi que de la Rotonde du lac et d'un port de voiliers en 1962.
Le lac d'Allier et le pont-barrage sont mis en service le 10 juin 1963 par Pierre Coulon, maire de Vichy de 1950 à 1967 (il remplace notamment la passerelle des courses, construite un peu plus en amont et détruite l'année précédente), et inauguré le 1er septembre par Maurice Herzog, secrétaire d'État aux Sports. Le maire lance la construction, en rive gauche, d'un vaste complexe multisports appelé le parc omnisports Pierre-Coulon.
Un CREPS est créé en 1972 entre le parc omnisports et l'hippodrome.

### Un territoire plébiscité par des équipes nationales

#### Implantations de structures nationales
L'Institut national du football de Vichy (INF) a été créé le 6 novembre 1972, au même moment que le CREPS. Ce centre d'apprentissage de footballeurs regroupait une quarantaine de stagiaires de seize ans ou plus et a notamment formé Jean-Pierre Papin (ballon d'or 1991), Hubert Fournier (directeur technique national de la Fédération française de football) ou Frédéric Antonetti. L'INF a également participé à un championnat dès 1973, en évoluant en 3e division. En 1990, l'INF est transféré à Clairefontaine, marquant la fin de l'histoire de cette institution qui a formé près de 300 footballeurs.
Un pôle espoirs de football a été créé en 1994. Vingt ans plus tard, il est menacé de fermeture en raison de résultats insuffisants selon la Fédération française de football. Son directeur technique national justifiait sa suppression par un « champ de recrutement réduit ne [permettant] plus de répondre aux critères d'excellence requis ». S'étendant sur douze départements à sa création, son champ s'est en fait réduit à six départements (les quatre auvergnats, la Loire et le Rhône), notamment depuis la création du pôle espoirs de Dijon, et le nombre de stagiaires a été réduit. Sa fermeture était programmée pour juin 2015.
Le pôle France handisport de natation est installé à Vichy depuis 2011. Son installation dans la ville a été privilégiée à celle de Saint-Herblain (banlieue de Nantes), ville de l'entraîneur national[Lequel ?]. Il forme les nageurs de 13 à 19 ans. En septembre 2018, le pôle déménage au CREPS de Bordeaux ; en réaction à cette décision rejetée par Philippe Croizon, et pour que les nageurs puissent continuer à s'entraîner à Vichy, une académie privée indépendante est créée le 10 octobre 2018 : l'académie Philippe Croizon. Elle permet « aux jeunes nageurs la possibilité de mener de front leurs études et le sport de haut niveau dans les meilleures conditions » et est soutenue par cinq nageurs, dont Théo Curin,.
Vichy devrait être désigné centre national du touch rugby, à l'occasion des finales hommes/femmes se jouant dans le parc omnisports les 28 et 29 juin 2025.

#### Le choix de la ville de Vichy par des équipes nationales

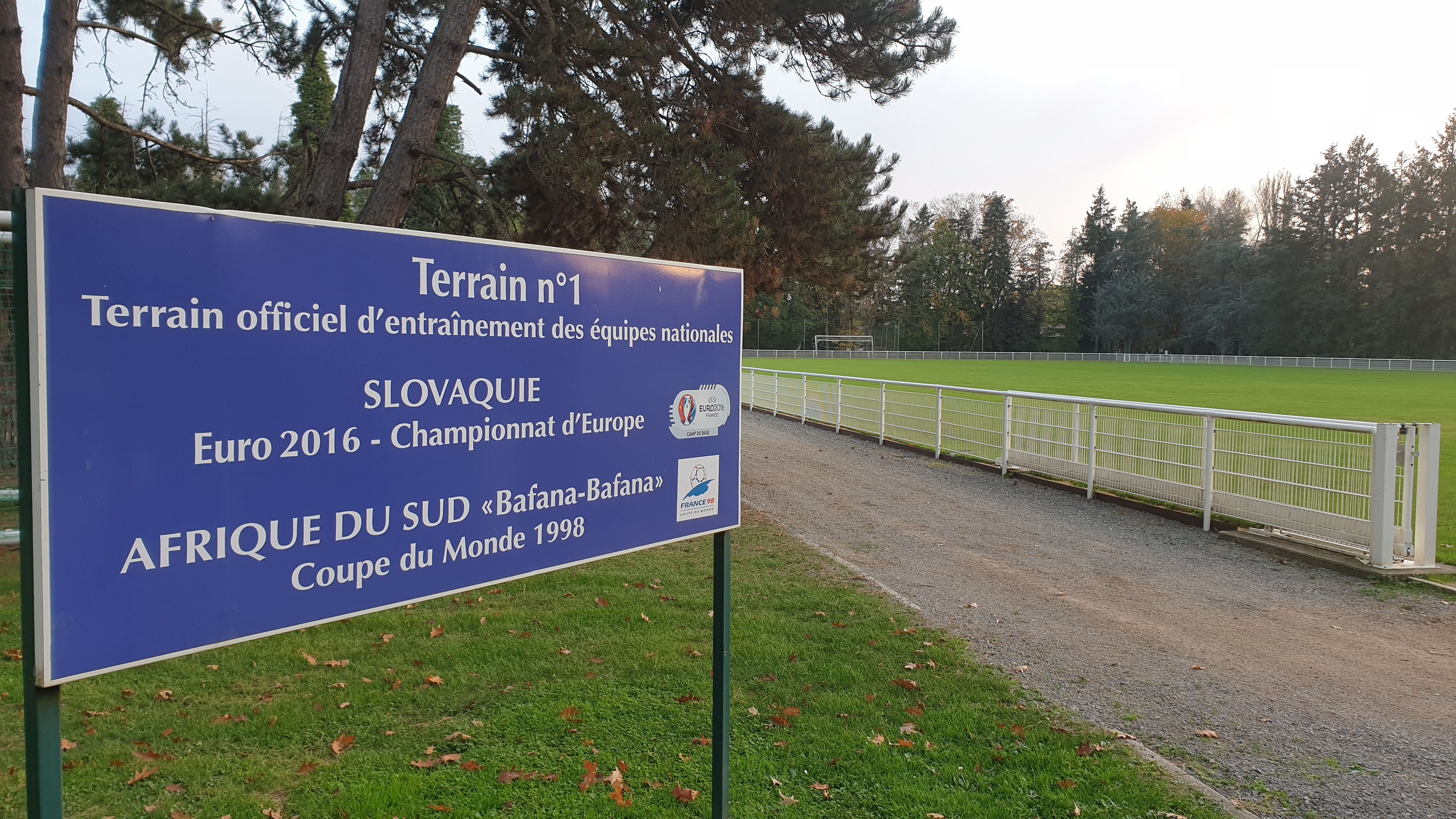
Le terrain no 1 du parc a notamment accueilli l'équipe d'Afrique du Sud pendant le Mondial 1998 et l'équipe de Slovaquie pour l'Euro 2016.

Le caractère exceptionnel des installations sportives de la ville en fait un lieu d'accueil de certaines équipes pour la préparation à des compétitions nationales (championnats de France) ou internationales (championnats d'Europe, du monde, voire des Jeux olympiques et paralympiques).
Pour la coupe du monde de football 1998, les équipes d'Afrique du Sud et du Mexique se sont entraînées dans un terrain du parc omnisports. Pour le championnat d'Europe de football 2016, l'équipe de Slovaquie a choisi Vichy comme camp d'entraînement.
Plusieurs équipes nationales ont choisi Vichy :
- l'équipe américaine de natation, venue en 2009 pour préparer les Jeux olympiques d'été de 2012 à Londres[9] ainsi que Michael Phelps ;
- l'équipe américaine de triathlon : le 30 août 2022, Ryan Bolton (en), médaillé aux Jeux olympiques d'été de 2000, a choisi la ville pour la préparation des Jeux olympiques et paralympiques de 2024[10] ;
- l'équipe du Sénégal de football[réf. nécessaire] ;
- l'équipe féminine tunisienne de l'escrime dont Sarra Besbes et Azza Besbes[réf. nécessaire] ;

ainsi que certains athlètes :
- Élodie Clouvel, athlète spécialiste du pentathlon moderne[réf. nécessaire] ;
- Benjamin Chabanet, rameur vichyssois qualifié aux JO[réf. nécessaire].

### La modernisation du plateau d'économie sportive
La modernisation du plateau d'économie sportive a fait partie du projet 2015-2025 de l'ancienne communauté d'agglomération de Vichy Val d'Allier, approuvé par une délibération du conseil communautaire du 18 juin 2015, avec plusieurs axes, :
- rénovation du centre omnisports avec un grand programme de remise à niveau du parc et de ses installations en lien avec les projets de transformation de la rive gauche du lac d'Allier et de parc naturel urbain (Port Charmeil) ;
- création d'un pôle d'activités autour du stade Darragon ;
- développement de la boucle des Isles, avec l'amélioration ou l'extension des terrains de sport et la reconversion de l'ancien stade nautique ;
- valorisation sportive du site de l'aérodrome de Charmeil ;
- l'intégration de parcours sportifs sur le territoire, de différentes natures, qu'ils soient pédestres, équestres ou praticables en vélo tout-terrain, avec possibilité de création de parcours en eau libre.

Vichy Communauté développe une stratégie autour de l'économie sportive « afin de développer le tourisme et l'économie du territoire ». La présence de grands équipements sportifs — centre omnisports, CREPS et piscine — conduit l'intercommunalité à « développer les équipements sportifs communautaires, en sorte d'attirer les professionnels de référence et le public sportif ». Elle a adopté un projet de plateau d'économie sportive visant à investir sur plusieurs sites, tels que la boucle des Isles, la réhabilitation du centre omnisports ou un projet de terrains de tennis, pour un montant de 30 millions d'euros, ce qui représente plus de la moitié des recettes de fonctionnement de l'intercommunalité pour l'année 2018.
À l'automne 2016, la communauté d'agglomération de Vichy Val d'Allier a annoncé le déblocage d'une enveloppe de 40 millions d'euros pour la rénovation du parc omnisports. Le choix de Paris, ville hôte pour les Jeux olympiques d'été de 2024, a accéléré le processus. Initialement prévue pour une durée de dix ans, la rénovation des installations du plateau sportif devrait être terminée au plus tôt pour les Jeux olympiques de 2024, voire pour la Coupe du monde de rugby à XV qui se tient en France en 2023. Jean-Sébastien Laloy, vice-président de Vichy Communauté chargé des sports, a annoncé la rénovation complète des installations en rive gauche.
Le montant initial de la rénovation du parc omnisports s'élève à 8,9 millions d'euros, sans compter la création d'une halle double (5,2 millions d'euros). Le 15 février 2019, Laurent Wauquiez, président du conseil régional d'Auvergne-Rhône-Alpes, a annoncé, à Vichy, un grand plan d'investissement de 100 millions d'euros, financé à 60 % par la région et à 40 % par le département de l'Allier, afin de « contribuer au développement économique du territoire ». Pour la modernisation du parc omnisports, une enveloppe de 9 millions d'euros a été allouée.
Cette modernisation comprend la création d'« un grand terrain pour les sports collectifs, de nouvelles infrastructures couvertes (notamment pour l'athlétisme) ou un gymnase adapté à la pratique du badminton », la création de vestiaires pour le public amateur (les vestiaires Sud) ; la construction d'une double halle de 3 800 m2 ; la construction d'une salle d'athlétisme couverte avec six couloirs de 50 m.
L'ensemble des installations est inauguré le 9 juin 2023, en pleine compétition des Jeux globaux de 2023 (compétition internationale de sport adapté), en présence d'Amélie Oudéa-Castéra, ministre des Sports et des Jeux olympiques et paralympiques.

### Vichy et les Jeux olympiques et paralympiques de 2024
Le 5 octobre 2020, le comité d'organisation des Jeux olympiques et paralympiques d'été de 2024 (COJOP) a dévoilé la liste des territoires désignés centre de préparation aux Jeux olympiques et paralympiques. La communauté d'agglomération Vichy Communauté et le CREPS Auvergne-Rhône-Alpes — Vichy (alors en pleine modernisation) ont été retenus pour accueillir 35 disciplines (vingt olympiques et quinze paralympiques), faisant du site le plus important centre de préparation au niveau national.
Le 17 mars 2023, le COJOP a choisi Vichy Communauté pour le lancement du compte à rebours des 500 jours des Jeux paralympiques d'été de 2024. Plusieurs démonstrations de sports ont lieu le 16 avril 2023 sur certains sites de Vichy (hôtel de ville, marché couvert, esplanade des Quatre-Chemins) et de Bellerive-sur-Allier (match de volley-ball sourds et assis au CREPS),,.

#### Relais des flammes olympique et paralympique

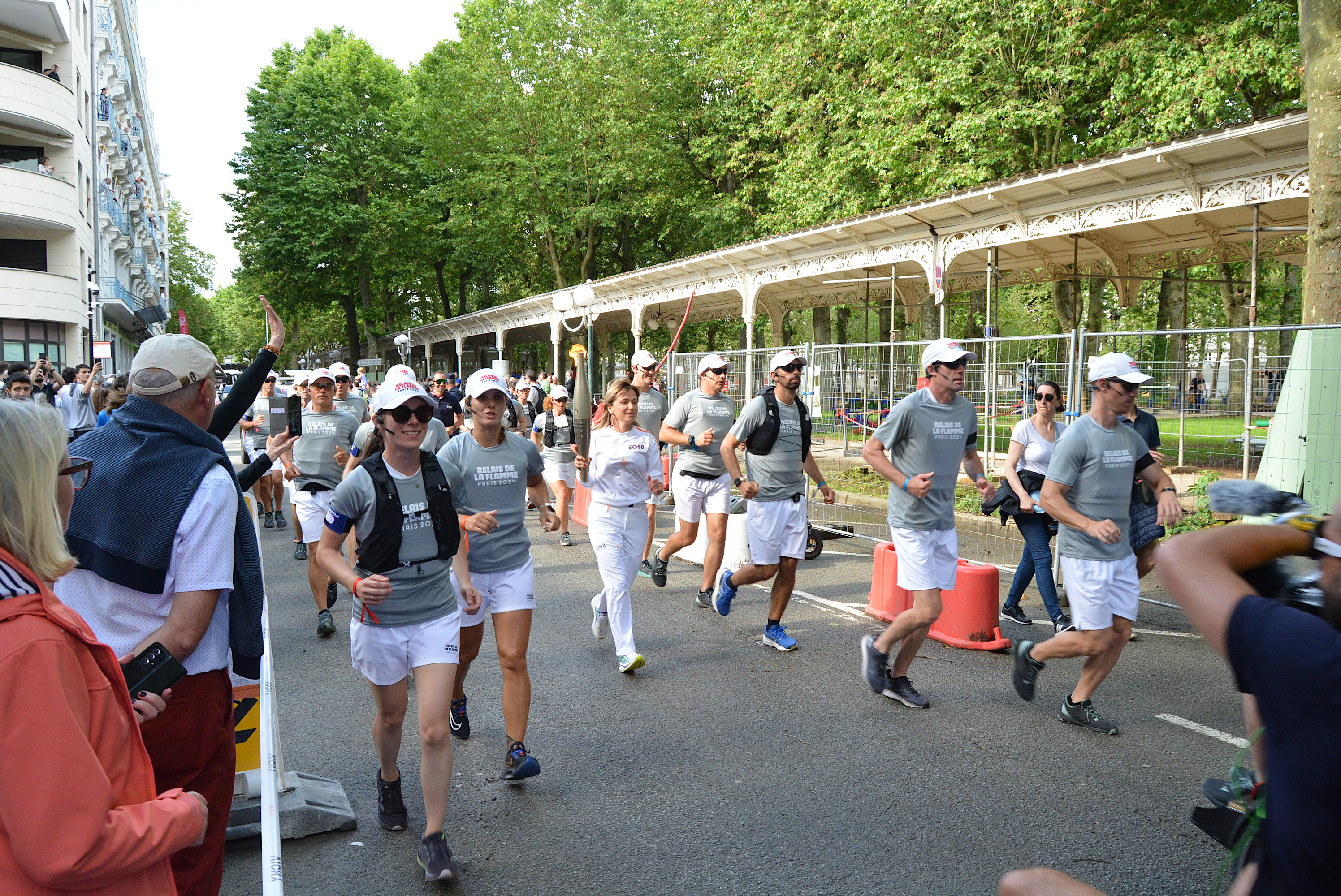
Relayeurs de la flamme olympique, rue du Parc, le 21 juin 2024.

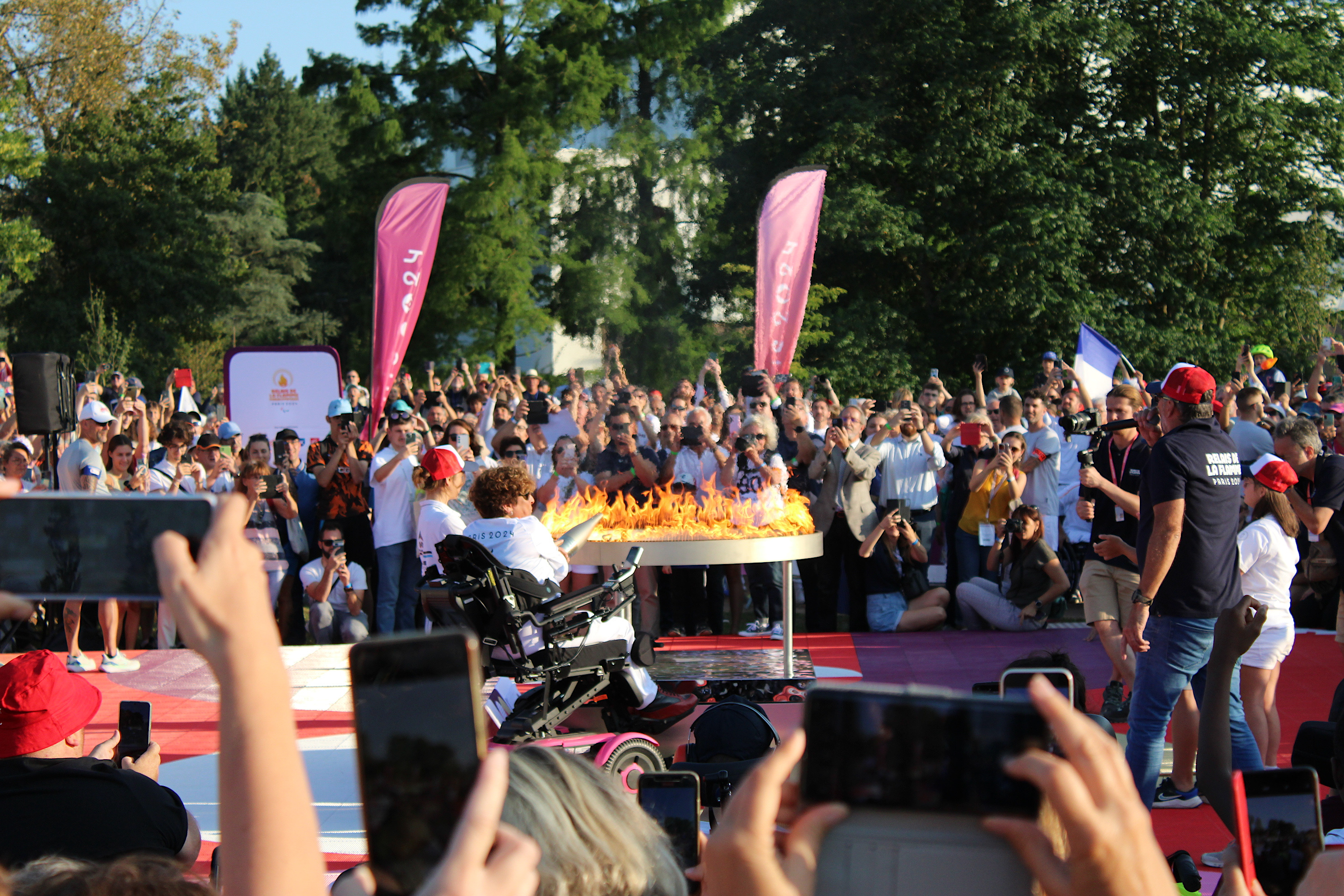
Allumage du chaudron paralympique dans le parc omnisports, le 26 août 2024.

Le 23 juin 2023, le parcours du relais de la flamme olympique a été dévoilé par le comité d'organisation de Paris 2024. Le bassin vichyssois, choisi par ses capacités d'hébergement importantes et ses nombreux équipements sportifs, est le seul territoire de l'ancienne région Auvergne à accueillir la flamme, qui est passée le 21 juin 2024, au Mayet-de-Montagne, à Saint-Yorre, à Saint-Germain-des-Fossés, à Cusset, à Bellerive-sur-Allier puis à Vichy. C'est la troisième fois de l'histoire que la flamme olympique passe par Vichy, après un passage en 1967 avant les JO d'hiver 1968 à Grenoble et le 14 janvier 1992 avant les JO d'hiver d'Albertville.
Devant le refus du département de l'Allier de payer les 180 000 € nécessaires au passage de la flamme, c'est finalement la communauté d'agglomération qui a payé. Son président a accepté une proposition du ministère des Sports après la rénovation du CREPS.
140 porteurs ont été désignés sur le territoire (92 pour le relais olympique, dont un relais collectif de 24 personnes ; et 48 pour le relais paralympique, dont un relais collectif de 24 personnes). Le nageur handisport Théo Curin a allumé le chaudron olympique.
Vichy a également accueilli la flamme paralympique, qui est passée le 26 août sur le territoire de la commune limitrophe de Bellerive-sur-Allier, dans le parc omnisports et le CREPS. La navigatrice Nadège Debka, référente handicap au club nautique de Vichy, a allumé le chaudron paralympique.

#### Délégations en stage pour les Jeux olympiques et paralympiques de 2024
Les délégations en stage pour les Jeux de Paris 2024 sont les suivantes :
- pour les Jeux olympiques : l'équipe de France de natation course (hommes/femmes, annonce le 6 mai 2021[30]), de natation en eau libre (H/F), de judo (femmes) et de basket-ball 3×3 (femmes), ainsi que l'équipe américaine de triathlon (H/F, annonce le 30 août 2022[10]), l'équipe canadienne de taekwondo (H/F), l'équipe japonaise de volley-ball (femmes) et l'équipe néo-zélandaise de football (femmes) ;
- pour les Jeux paralympiques : les équipes de France de rugby fauteuil (H/F), de volley-ball assis (H/F), de para-triathlon (H/F), de boccia (H/F), de para-badminton (H/F), de para-cyclisme, de para-haltérophilie (H/F), de para-tir à l'arc (H/F), ainsi que l'équipe américaine de para-triathlon (H/F), l'équipe canadienne de para-natation, les équipes française (H/F) et italienne (hommes) de volley-ball assis.

244 athlètes ont préparé les Jeux à Vichy et ont remporté 51 médailles dont 19 en or : Léon Marchand, le plus titré de l'édition 2024 des Jeux olympiques, toutes disciplines confondues, avec quatre médailles d'or et quatre records olympiques battus, ou encore Alexis Hanquinquant, champion paralympique de triathlon.

## Gestion et organisation

### Une gestion principalement assurée par la communauté d'agglomération
La gestion des équipements sportifs était confiée à la communauté d'agglomération de Vichy Val d'Allier avant sa disparition, où la compétence sport (« construction, entretien, aménagement et gestion d'équipements culturels et sportifs d'intérêt communautaire ») était optionnelle. En dehors des piscines (stade aquatique et piscines), les équipements sportifs de la ville siège étaient encore gérés par la commune de Vichy.
Le sport est une des missions « supplémentaires » exercées par Vichy Communauté. Les équipements d'intérêt communautaire, définis par la délibération du conseil communautaire du 16 novembre 2017, sont les suivants :
- le stade aquatique d'agglomération et l'ancien stade nautique communautaire, ainsi que les piscines de Cusset, de Saint-Yorre, de Saint-Germain-des-Fossés et du Mayet-de-Montagne ;
- les boulodromes communautaires de Bellerive-sur-Allier (situé dans le parc omnisports) et de Cusset (le boulodrome Roger-Dromard) ;
- le stade universitaire, situé rue Claude-Decloitre à Bellerive-sur-Allier ;
- le stade équestre du Sichon ;
- certains équipements sportifs du parc omnisports.

### Budget
La communauté d'agglomération dispose d'un budget annexe « Vichy Sport », créé par une délibération du conseil communautaire du 13 décembre 2018 et applicable depuis le 1er janvier 2019.

### La marque «Vichy Sport»
La marque Vichy Sport est l'une des principales marques territoriales de Vichy et son agglomération. Elle promeut et organise des événements sportifs sur son territoire. Selon Nicolas Subjobert, directeur du pôle développement de la structure, « quatre commerciaux sont dédiés à l'accompagnement des porteurs de projets et deux autres sont chargés des manifestations » ; depuis la prise en charge totale de la compétence par l'intercommunalité, un rapprochement a été effectué avec le CREPS, qui « gère les équipes de France et les ligues de la région Auvergne-Rhône-Alpes », tandis que Vichy Sport gère les équipes étrangères et les clubs professionnels.

## Infrastructures sportives
Cette section se limite aux infrastructures sportives situées sur le territoire communal de Vichy, ainsi que celles de Bellerive-sur-Allier gérées par la communauté d'agglomération Vichy Communauté. Pour les infrastructures sportives des autres communes, se référer aux articles des communes concernées.

### Parc omnisports Pierre-Coulon
Situé sur le territoire communal de Bellerive-sur-Allier, en rive gauche de l'Allier, le parc omnisports Pierre-Coulon, construit dans les années 1960, s'étend sur 150 hectares au cœur d'une zone sportive de 500 hectares. Il permet la pratique de 50 disciplines, dont 27 olympiques.
Il comprend quinze terrains gazonnés (dix terrains de football et deux terrains de rugby), un stade d'athlétisme, un boulodrome, une zone de tir à l'arc et plusieurs courts de tennis ainsi qu'un parcours de canoë-kayak sur la rivière artificielle.

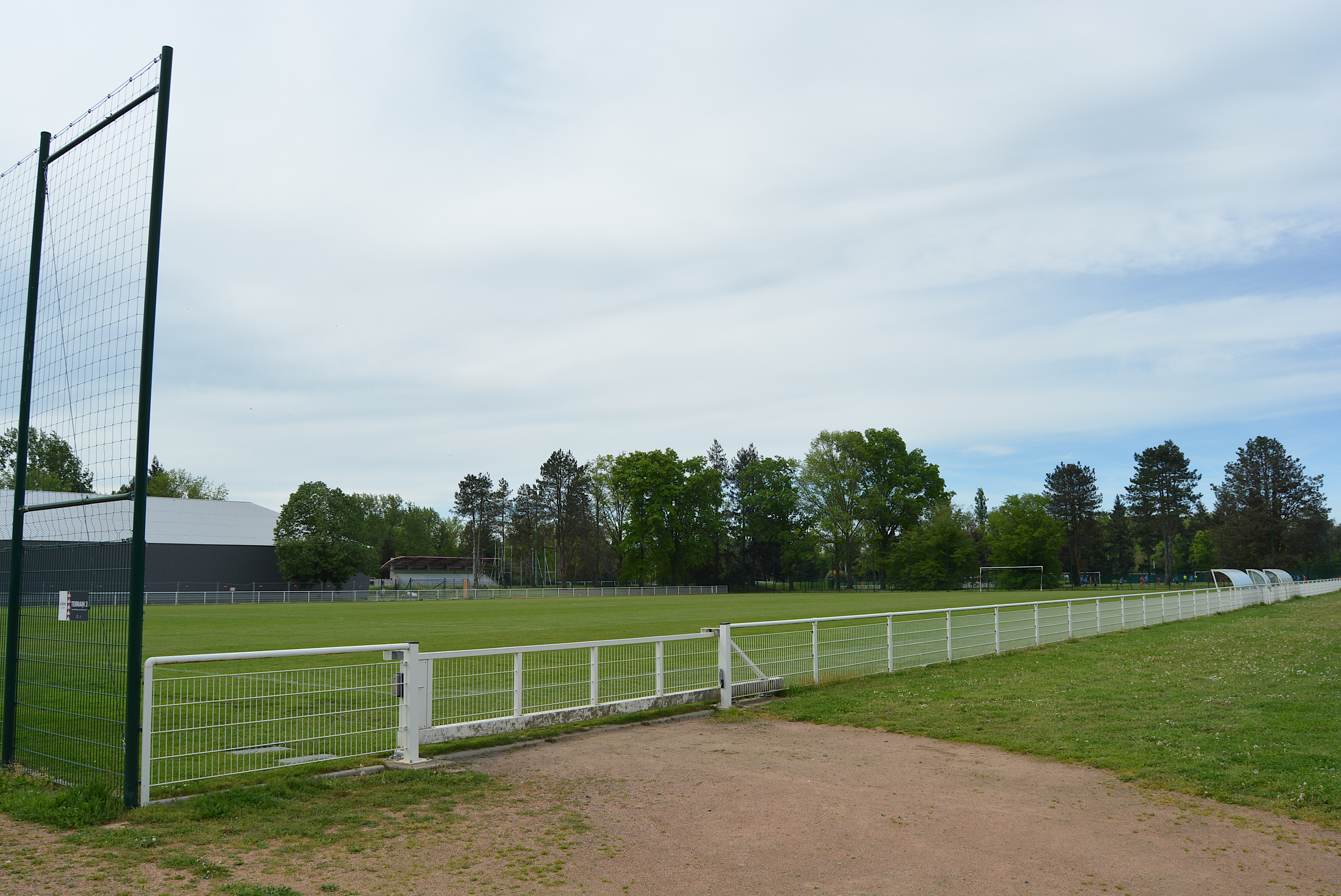
Terrain de football (no 3).
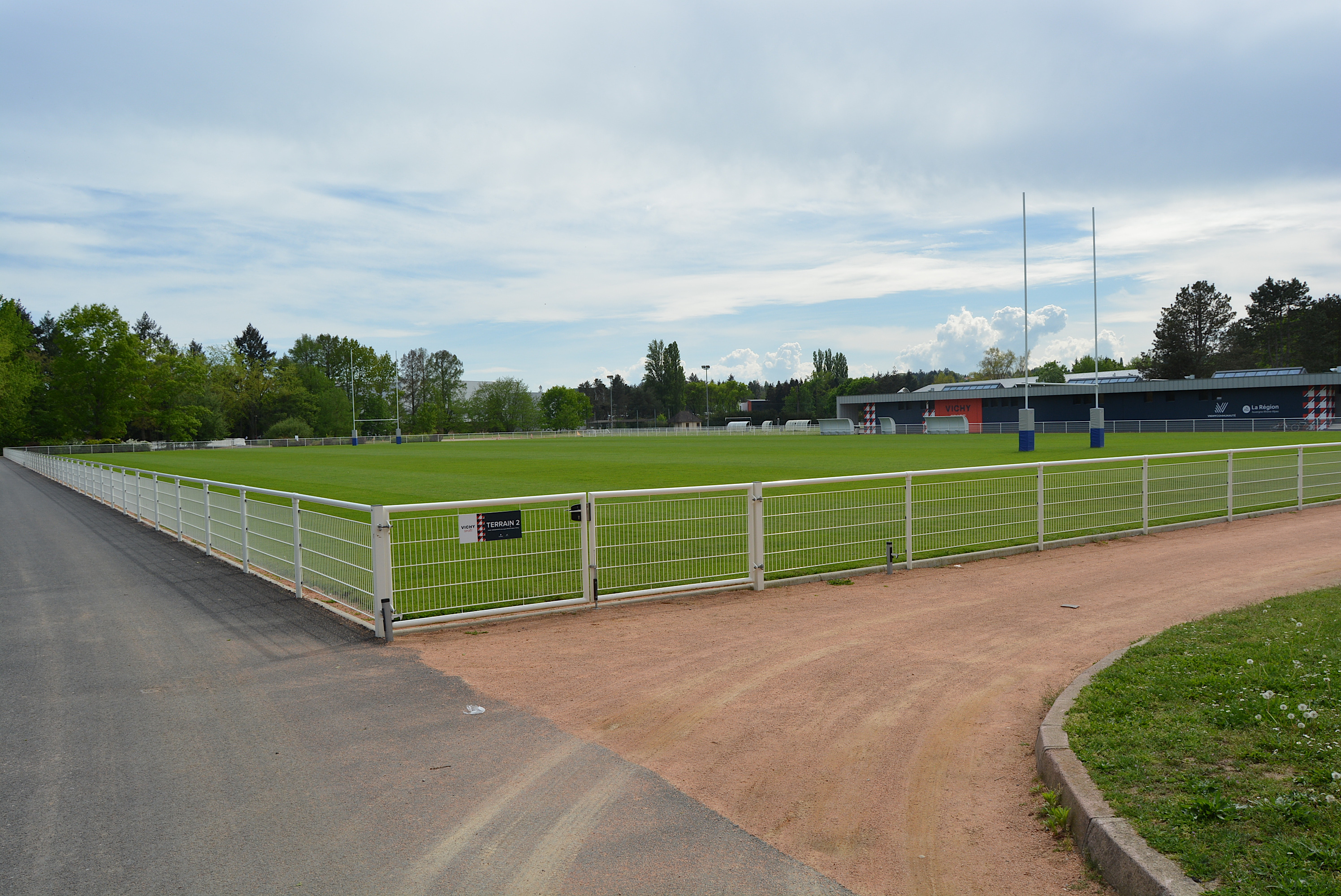
Terrain de rugby (no 2).
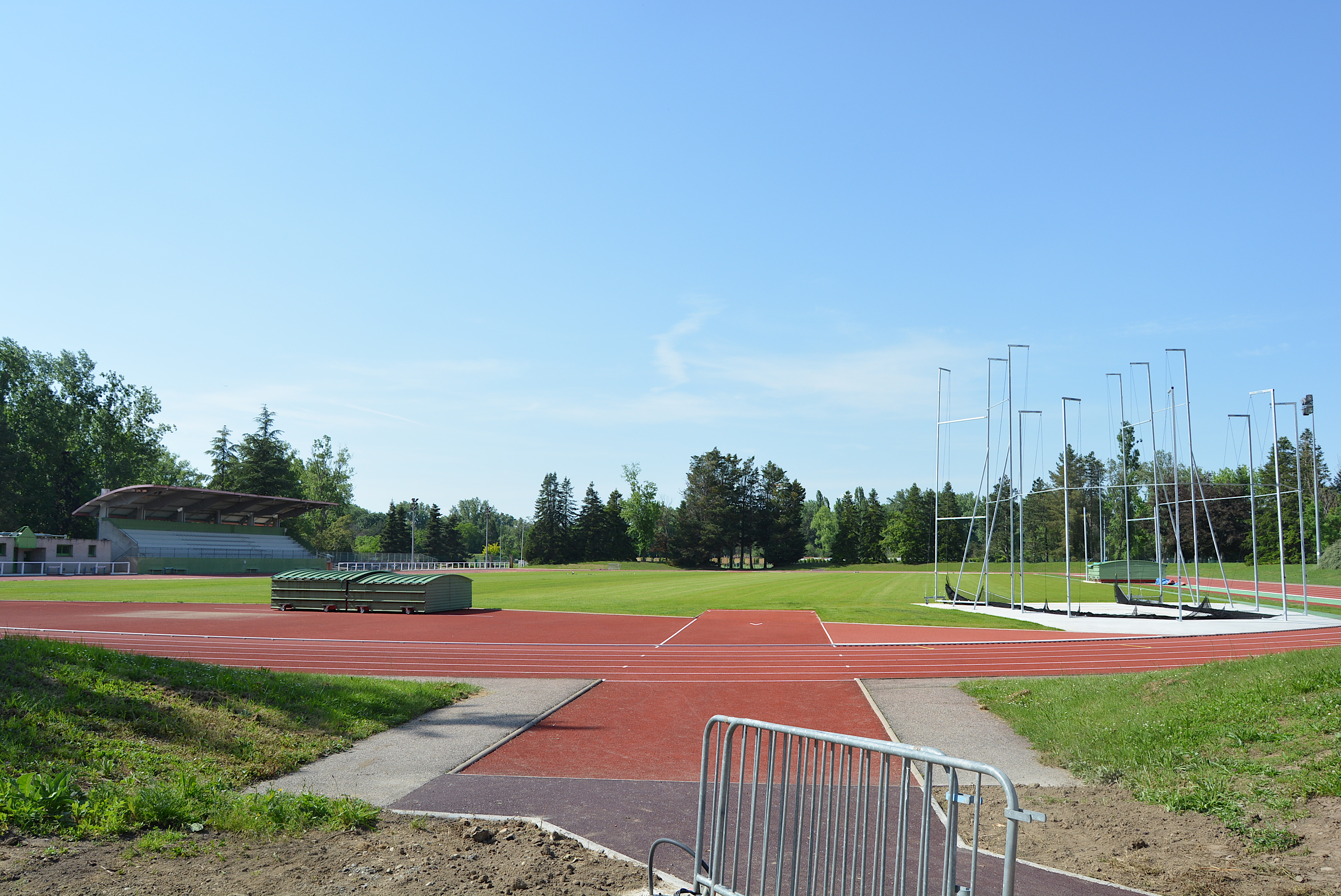
Stade d'athlétisme (terrain no 8).

#### Palais des sports
Le palais des sports Pierre-Coulon comprend quatre gymnases, :
- un gymnase A (42 × 24 m, 3 200 places) où sont disputés certains matchs de la Jeanne d'Arc Vichy Basket, le club de basket-ball de la ville ;
- un gymnase B (30 × 15 m) comprenant une salle de musculation, un jacuzzi et un centre médico-sportif ;
- un gymnase (40 × 20 m, 600 places) où peuvent être pratiqués le basket-ball, le handball et le volley-ball ;
- un gymnase (36 × 18 m) où peuvent être pratiqués le badminton ou la boxe.

On trouve également une salle de danse, de gymnastique avec tribune ou une salle d'armes,.

#### Sites extra-sportifs du parc

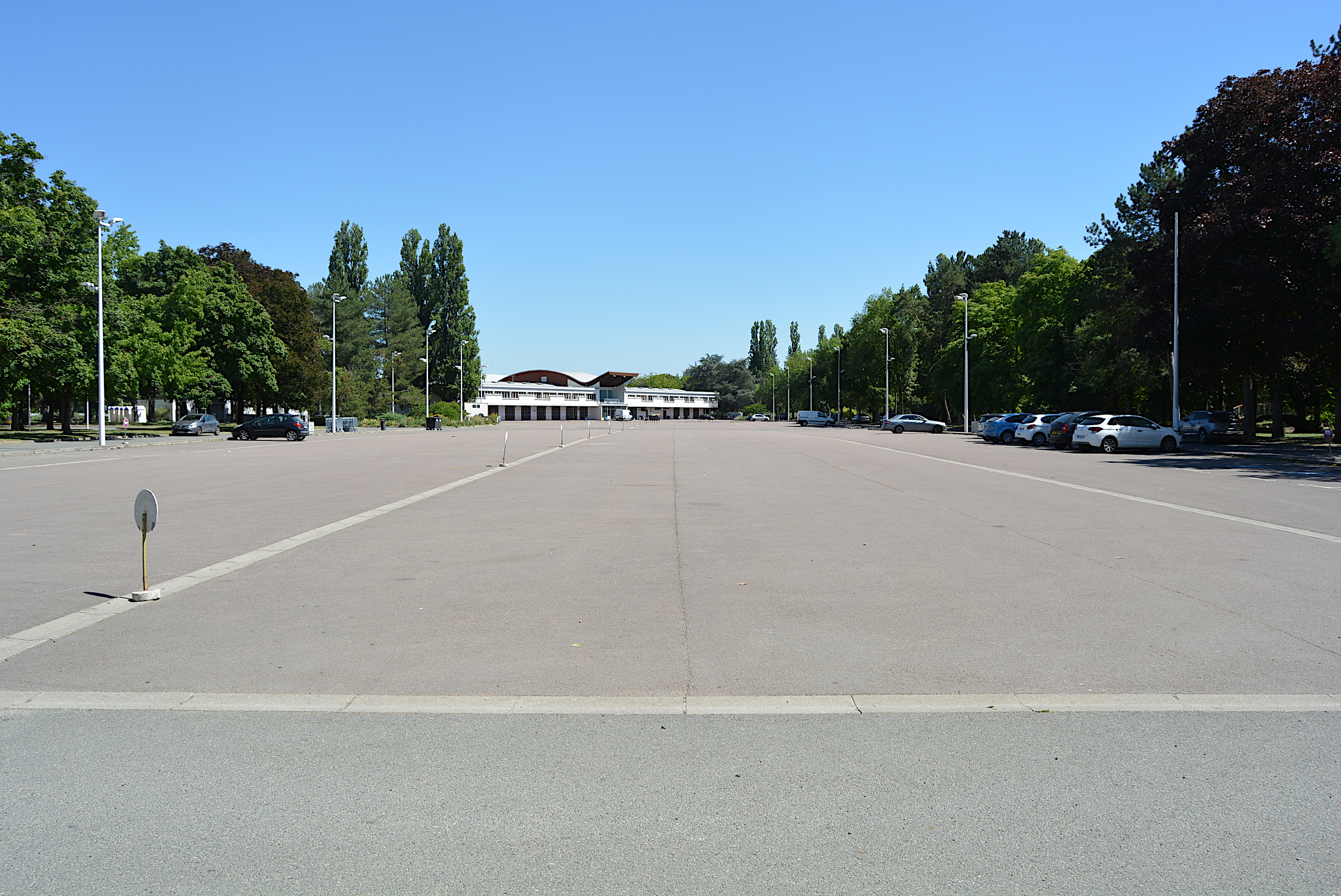
Le Palais du Lac (en arrière-plan) accueille des événements culturels.

Le parc omnisports comprend également des équipements à vocation extra-sportive, dont un centre international de séjour et un centre médico-sportif.
Le Palais du Lac, d'une superficie de 2 000 m2, accueille également des manifestations culturelles.

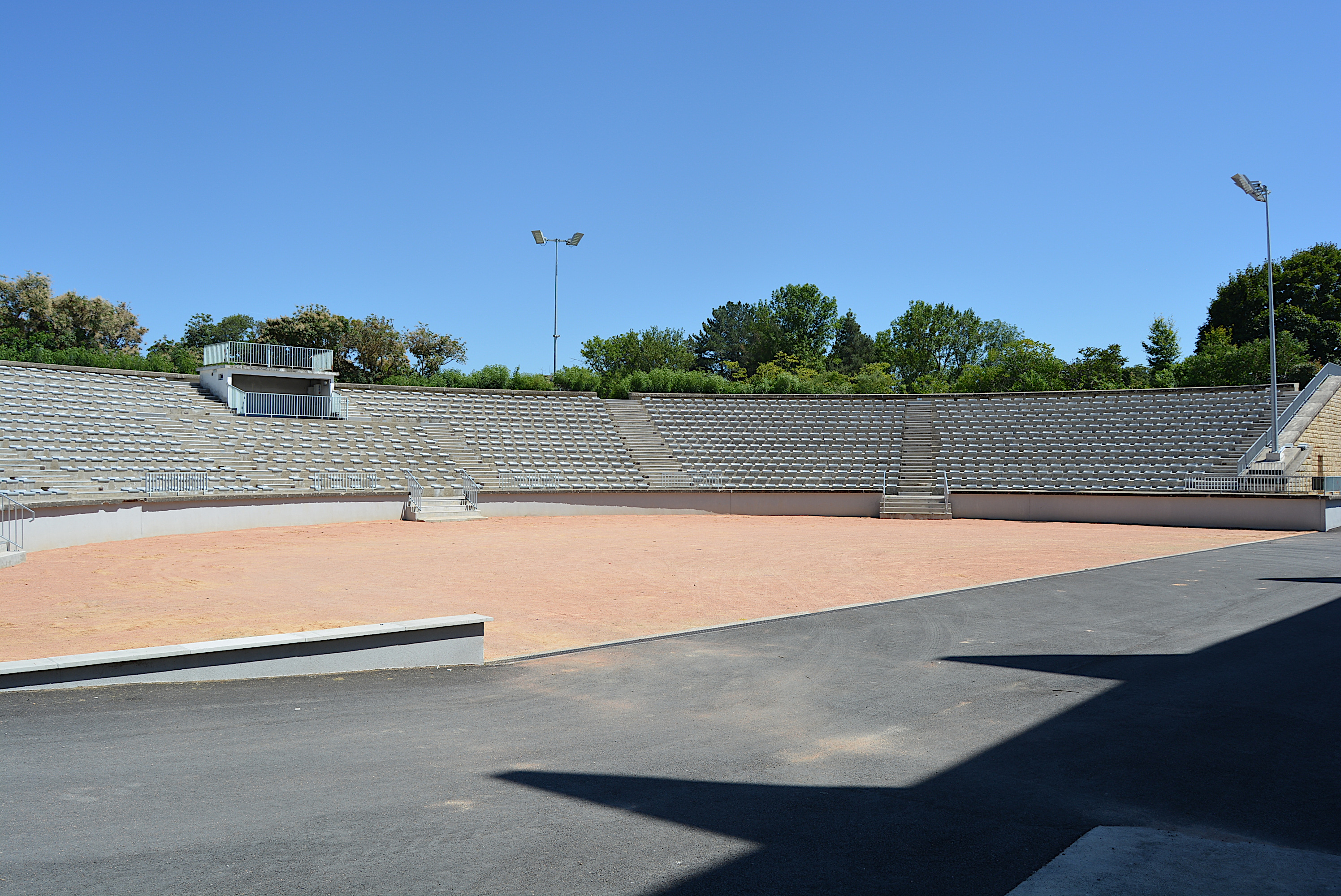
Théâtre de verdure en juillet 2022.

La maison des jeunes et de la culture (MJC) est voisine du bâtiment principal du centre omnisports. Inaugurée le 8 octobre 1968, elle propose à l'époque plusieurs activités culturelles (ateliers et concerts) et sportives. Mais l'arrivée, en 1989, du maire Claude Malhuret, qui décide de réorienter la MJC sur le sport, rend l'équipement désuet au profit du centre culturel Valery-Larbaud, mais reste utilisé pour des manifestations sportives.
Le théâtre de verdure, situé à l'extérieur, accueille des spectacles de plein air. Longtemps laissé à l'abandon, il a été réhabilité en 2020 et 2021 avec la suppression de l'ancien bassin d'ornement, très dégradé, et une capacité plus importante (de 1 800 à 2 800 places).

### Plan d'eau

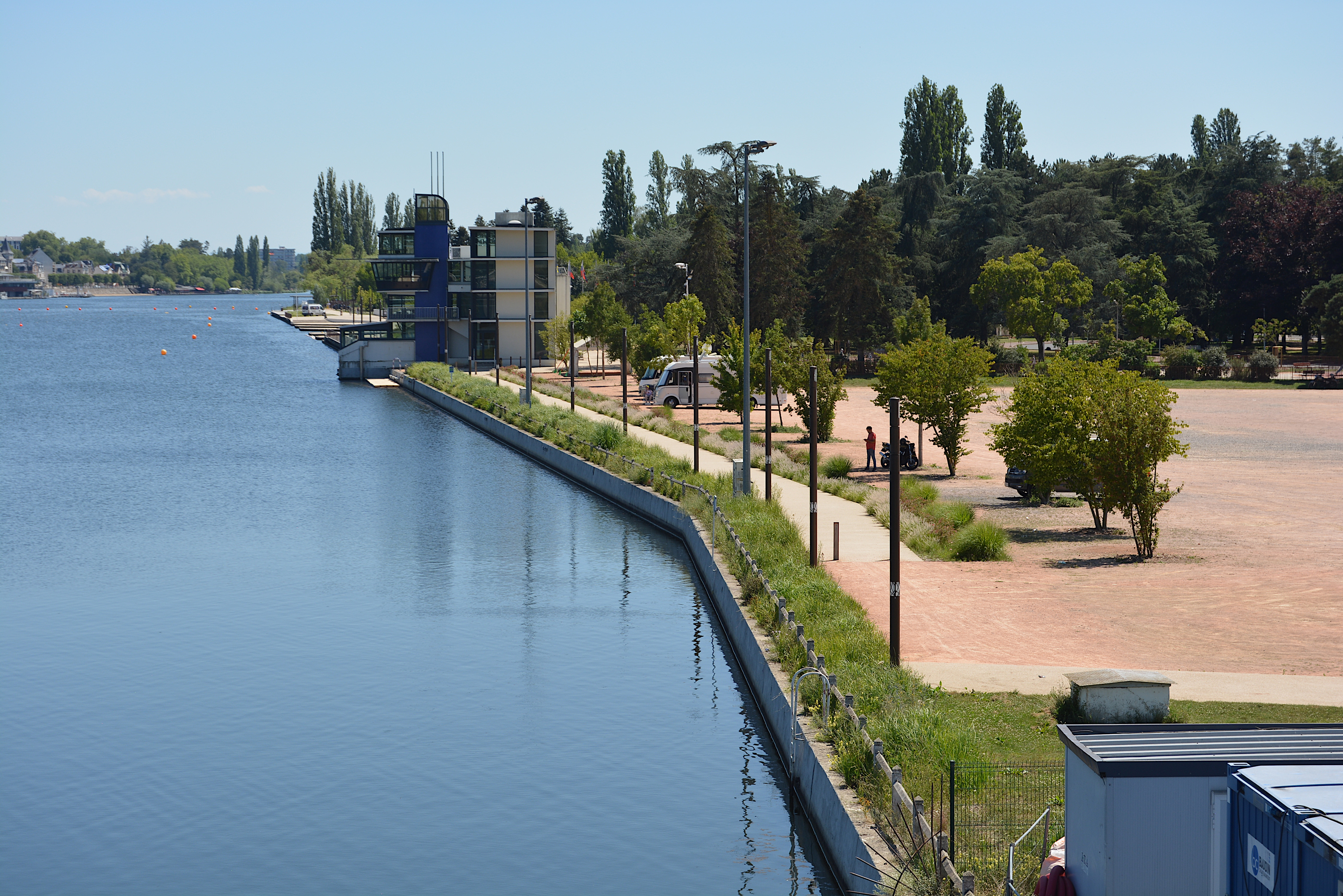
Rive gauche de l'Allier avec, au second plan, la Tour des Juges, en juillet 2022.

Le plan d'eau de Vichy a été inauguré en 1963 (soit un siècle tout juste après le projet dont l'étude fut confiée à l'ingénieur Radoult de Lafosse, afin d'assainir les berges), grâce à la construction du pont-barrage (Pont de l'Europe). La rivière Allier prend alors l'apparence d'un lac (2,75 km de long et 120 hectares), ce qui offre la possibilité de pratiquer de nombreuses activités sportives (dont l'aviron, le ski nautique, la voile et la planche à voile et le rafting — apprentissage et perfectionnement sur la rivière artificielle).
Ce bassin est homologué pour la pratique internationale de l'aviron et du canoë-kayak, avec un parcours de 2 000 m, divisé en six couloirs avec une tour des juges d'arrivée rénovée en 2010 (chronométrage et système vidéo-contrôle), un système « brise-vagues » et un système de sécurité.
Le plan d'eau a accueilli, depuis sa création, plusieurs compétitions nationales voire internationales de sports nautiques :
- championnats du monde : handiski en 2009, ski nautique de vitesse en 2019[38], Jet Ski World Series en 2023[39] ;
- championnats d'Europe : ski de vitesse en 2014[38] ;
- championnats de France : motonautisme (2002, 2004, 2006, 2008, 2011, 2013, 2015, 2018), handiski (2006), handivoile (2005)[38].

### Sports équestres

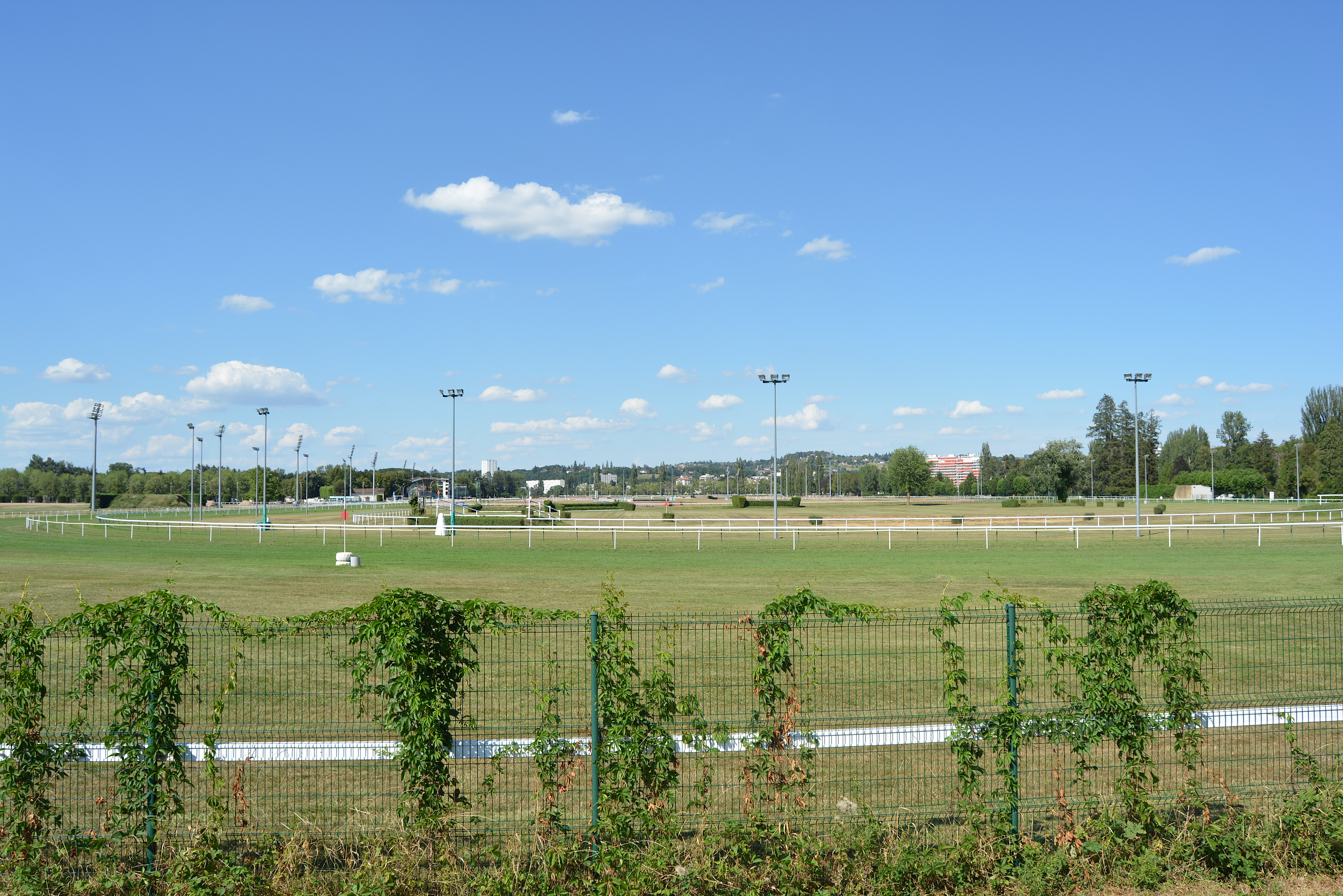
Piste principale de l'hippodrome de Vichy-Bellerive, en juillet 2022.

L'hippodrome de Vichy-Bellerive, situé sur le territoire communal de Bellerive-sur-Allier, a été construit en 1875 et accueille des courses de trot et de galop.
Le stade équestre du Sichon, situé 106 rue Jean-Jaurès à Vichy, est la propriété de la Société hippique française. Il a été construit à la fin du XIXe siècle et accueille des compétitions de saut d'obstacles et de dressage, telles que le Jumping International CSI, ainsi que des concours d'élevage et d'agility.

### CREPS Auvergne-Rhône-Alpes — Vichy

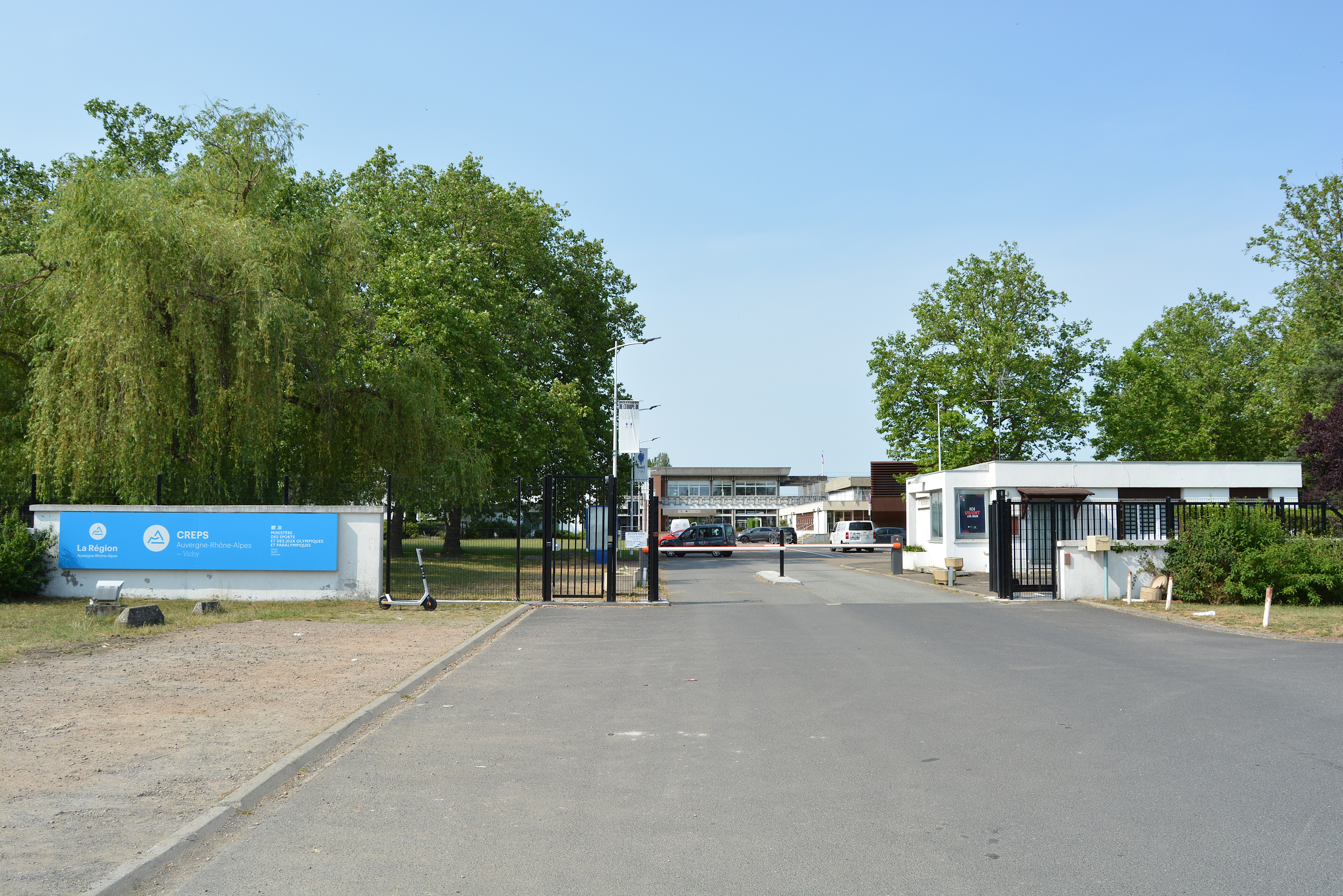
Entrée du CREPS.

Au sud du parc omnisports, le CREPS Auvergne-Rhône-Alpes — Vichy, mis en service le 1er septembre 1972, est un établissement public dépendant du ministère des Sports. Il forme aux métiers du sport et de l'animation, prépare les athlètes au sport de haut niveau et accueille les stagiaires avec hébergement et restauration.
En 2019, la région Auvergne-Rhône-Alpes a débloqué 24 millions d'euros pour moderniser le site, qui comprend notamment un gymnase double ou un pôle de haute performance.
Les nouvelles installations du CREPS ont été inaugurées le 9 juin 2023 en présence d'Amélie Oudéa-Castéra (ministre des Sports et des Jeux olympiques et paralympiques), de Laurent Wauquiez (président de la région Auvergne-Rhône-Alpes), de Frédéric Aguilera (président de Vichy Communauté et maire de Vichy), de Jean-Sébastien Laloy (maire de Cusset et président du conseil d'administration du CREPS) et de François Sennepin (maire de Bellerive-sur-Allier), pour un montant de 59,2 millions d'euros.
Le site est labellisé en octobre 2020 centre de préparation aux Jeux olympiques et paralympiques de 2024 pour 35 disciplines.

### Stades nautique et aquatique

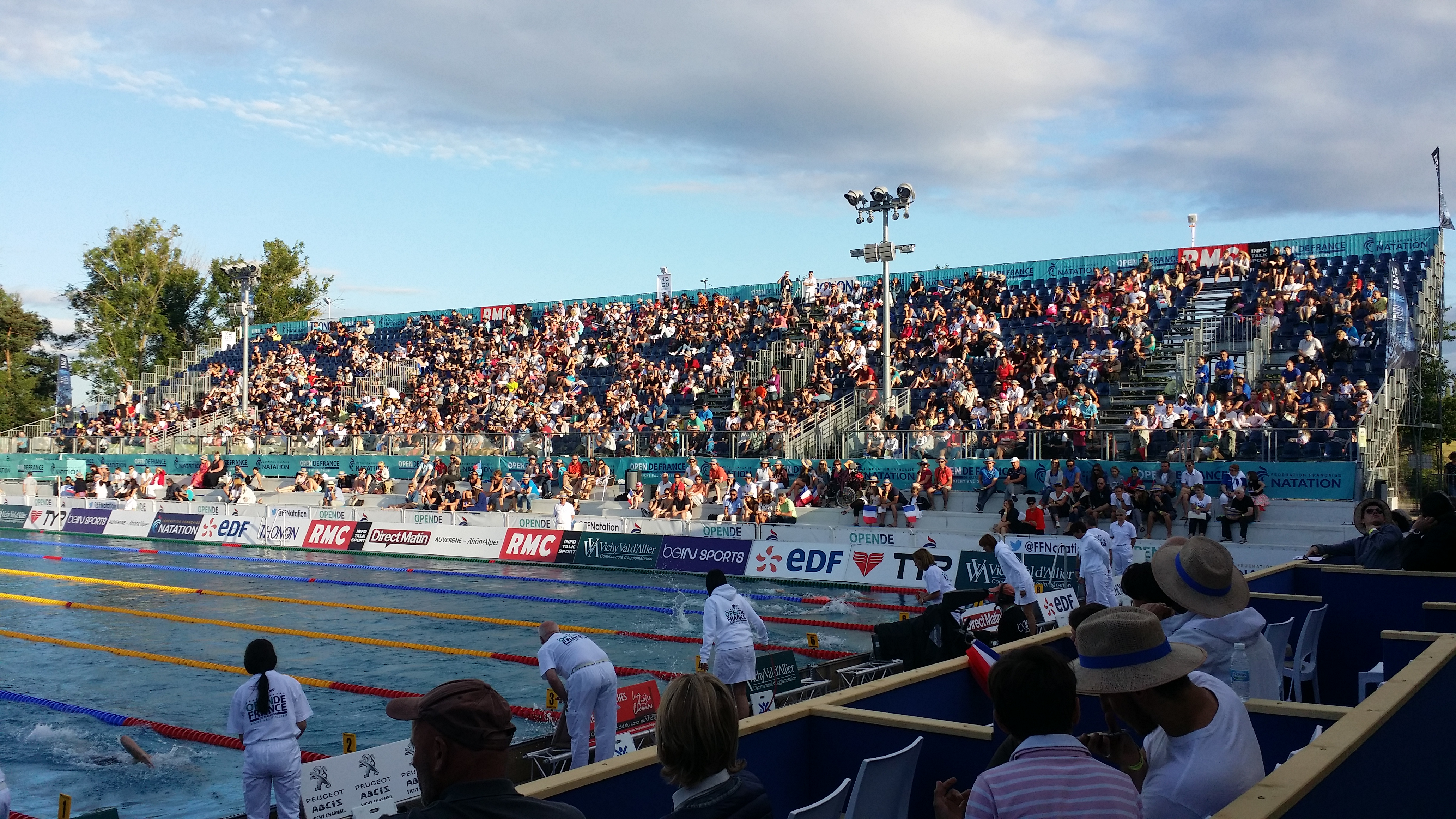
Bassin extérieur du stade aquatique lors de l'Open de France de natation 2016.

Le premier équipement destiné à la pratique de la natation est le stade nautique, inauguré le 25 mai 1947 par Marcel-Edmond Naegelen, ministre de l'Éducation nationale. Il était constitué de deux bassins, un grand bassin de 50 mètres et un petit bassin de 33 mètres.
Le 25 décembre 1973, une crue endommage les installations du stade nautique ; la profondeur du grand bassin est réduite de 5 à 3 mètres et le plongeoir est détruit. Le 26 décembre 2003, le bassin couvert est définitivement fermé. Le bassin extérieur ferme quant à lui en 2007. Il est remplacé par le stade aquatique, inauguré le 2 février 2008 et ouvert au public le 21 mars avec des bassins en inox. Il est géré par la communauté d'agglomération Vichy Communauté.
En 2009 et du 29 juin au 3 juillet 2010, l'équipe américaine de natation (avec le multi-médaillé Michael Phelps) s'est entraînée au stade aquatique. Un autre entraînement de Michael Phelps a eu lieu du 15 au 22 juillet 2012 ; plus de 2 000 personnes ont pu assister à l'entraînement public.
De 2013 à 2016, le stade aquatique a accueilli l'Open de France de natation :
- la 7e édition, tenue les 6 et 7 juillet 2013, était préparatoire aux championnats du monde de natation 2013 à Barcelone[48], avec César Cielo (champion du monde en titre), Florent Manaudou (champion olympique en titre) et Frédérick Bousquet[49] ;
- la 10e édition, tenue les 2 et 3 juillet 2016, était qualificative pour les Jeux olympiques de Rio[50].

### Terrains de golf
L'agglomération dispose de deux terrains de golf :
- le Sporting Club de Vichy, complexe situé à Bellerive-sur-Allier, est créé en 1908 et contigu à l'hippodrome. Il est doté d'un parcours de 18 trous et 5 390 m (Par 70). En août, la Grande Semaine du Golf est organisée[VHY 6]. Le pavillon du golf est inscrit aux monuments historiques le 20 juillet 2022[51] ;
- le golf de la forêt de Montpensier, situé domaine de Rilhat à Serbannes, comprend un parcours de 18 trous et 5 957 m (Par 72). La Semaine des Trophées a lieu en juillet[VHY 6].

### Sporting Club Tennis
Les premiers courts de tennis ont été installés en rive droite, dès la fin du XIXe siècle près du Sichon, et dans les différents parcs de la ville : en 1901 près de la source des Célestins, puis en 1902 près du parc Napoléon-III. Ces courts ont été détruits après la Première Guerre mondiale.
Les terrains de tennis du Sporting Club sont installés juste à l'aval du pont de Bellerive en 1923, complétés par un pavillon en 1938 et une piscine en 1939.
De 1952 à 1991, le Sporting Club Tennis a organisé la Coupe Galéa (équivalent junior de la Coupe Davis). De nombreux joueurs qui ont remporté, par la suite, de prestigieux championnats, ont disputé une saison de la Coupe Galéa tels que Yannick Noah — vainqueur de Roland-Garros 1983 — ou Guy Forget.
En 2019, le site comprenait quatorze courts de tennis. Le 5 octobre 2019, à l'occasion de l'inauguration des berges de l'Allier en rive gauche, le président de Vichy Communauté a annoncé le rachat de ce complexe afin d'en faire un centre interrégional de tennis d'excellence, avec un pôle de formation et des équipements couverts. Quinze courts devraient être refaits en terre battue traditionnelle ou artificielle ; le siège de la ligue d'Auvergne de tennis devrait être transféré d'Aubière à Bellerive-sur-Allier.
Les travaux, qui devaient débuter en 2021, ont été retardés d'abord à octobre 2022 en raison d'un appel d'offres infructueux puis au 2e semestre 2023 en raison de l'organisation des Virtus Global Games. Ils n'ont commencé qu'en octobre 2023, pour une durée de seize mois et un montant de 9,56 millions d'euros avec subventions des conseils régional et départemental, de Vichy Communauté et de la Fédération française de tennis. Le site comprendra dix-sept courts de tennis ainsi que deux courts de padel et un terrain de beach tennis.
Le 4 octobre 2024, la Fédération française de tennis annonce l'ouverture du centre national d'entraînement de padel en septembre 2025. Le site accueillera les espoirs et les entraîneurs de haut niveau. Le choix de la ville s'explique par la proximité d'un CREPS rénové et d'installations déjà existantes. Douze pistes de padel (six en extérieur et six en intérieur) verront le jour, avec une offre d'hébergement, de restauration et de santé.
Le Sporting Tennis Padel rénové est inauguré le 21 juillet 2025 en présence de Gilles Moretton, président de la Fédération française de tennis (et vainqueur de la Coupe Galéa en 1978). Le centre national d'entraînement de padel sera inauguré le 7 octobre.

### Autres équipements sportifs
- Gymnase des Ailes : situé dans le quartier des Ailes, il a vu évoluer la Jeanne d'Arc de Vichy entre 1964 et 1974.
- Gymnase des Célestins, rue du Maréchal-Joffre : construit à la fin des années 1970, il est notamment utilisé par des élèves (ceux de l'école privée Jeanne-d'Arc), des collégiens et des associations sportives telles que le SL Vichy tennis de table ou le club de dojo. Il a été rénové à la fin de l'année 2015 (modernisation des salles, vestiaires et sanitaires, accessibilité aux personnes à mobilité réduite) pour 230 000 €[VHY 7].
- Gymnase Maguy-Coursol[Note 1], avenue Victoria.
- Gymnase Mireille-Cayre[Note 1], rue Belin.
- Gymnase Sévigné, près de l'hôtel de ville.
- Stade municipal Louis-Darragon : en bordure de la rivière Allier, il accueille certains matchs du Racing Club Vichy football ou du Racing Club Vichy rugby.
- Terrains de sport entre le parc Kennedy et la rivière Allier.

## Clubs sportifs de Vichy

### Arts martiaux
La ville possède :
- treize clubs d'arts martiaux (dont aïkido, judo, karaté, taekwondo, tai-chi-chuan et viet vo dao) ;
- cinq clubs de boxe (française, anglaise, chinoise et 2 thaïlandaises).

### Athlétisme
Le Racing Club Vichy Athlétisme a été créé en 1953. Il faisait partie de la section omnisports du club (qui comprend aussi le club de football et de rugby) créée à la Libération. Il comptait 405 licenciés en 2024.
Le RCV Athlétisme, affilié aux fédérations d'athlétisme, handisport et du sport adapté, est par ailleurs organisateur des Foulées Vichyssoises, série de courses à pied entre la ville thermale et le parc omnisports (semi-marathon et 10 km).

### Basket-ball
La Jeanne d'Arc de Vichy Val d'Allier Auvergne Basket, club principal de l'agglomération, a longtemps évolué au niveau professionnel, entre 1995 et 2012 (Pro A de 2002 à 2005 et de 2007 à 2011, Pro B de 1995 à 2002, de 2005 à 2007 et 2011-2012). En 2014-2015, elle évoluait en Nationale 1 et parvient à monter en Pro B.
La fusion avec le Stade clermontois Basket Auvergne a été engagée en 2015 et officialisée le 18 juin à l'issue d'une conférence de presse rassemblant Yann Le Diouris, président de la SASP JAV, Jean-François Besse, président du SCBA, Claude Malhuret, maire de Vichy, ainsi qu'Olivier Bianchi, maire de Clermont-Ferrand. Le club s'appelle la Jeanne d'Arc Vichy-Clermont Métropole Basket et évolue depuis 2015 en deuxième division. En 2023, le club redevient la Jeanne d'Arc Vichy Basket.
Les matchs sont disputés au palais des sports Pierre-Coulon.
En outre, Vichy possède un club amateur.

### Football
Le Racing Club Vichy football est le seul club de football de la ville. Créé sous ce nom en 1945, il est issu de la fusion de l'Union Sportive de Vichy (qui comprenait trois sections, athlétisme, basket-ball et rugby), le Sporting Club (football) et le Boxing Club. Le club joue au stade Louis-Darragon,.

### Handball
Vichy Communauté Handball est un club de handball qui a d'abord commencé en entente avec Varennes-sur-Allier sous le nom de Val d'Allier. Il est composé de plusieurs équipes masculines, féminines (moins de 15 ans, moins de 18 ans et seniors) et mixtes (baby-hand, moins de 9 ans, moins de 11 ans, moins de 13 ans mixtes).

### Natation
La natation est pratiquée à Vichy depuis 1892. Le Club de l'aviron de Vichy disposait d'une section natation tout comme le Club nautique depuis 1901 ; ces deux clubs ont organisé en alternance la traversée de Vichy à la nage de 1925 à 1966.
Le club des Dauphins Bourbonnais est créé le 27 septembre 1944. Il devient les Dauphins de Vichy-Bellerive (DVB) le 18 octobre 1954, « plus exact et publicitaire pour l'agglomération », et dès l'année suivante il se charge d'organiser les championnats de France, en présence de Fernand Auberger, sénateur-maire de Bellerive-sur-Allier et d'Arthur Lemoine, président de la Fédération française de natation. Le DVB fusionne avec le club de natation de Cusset pour former, le 15 juin 2007, Vichy Val d'Allier Natation.

### Rugby

#### Rugby à XV
Le Racing Club Vichy rugby est un club de rugby à XV, créé le 25 juin 1945, et succède à l'Union Sportive Vichyssoise créée le 23 février 1905. Il a notamment été champion de France de deuxième division en 1987. Il joue au stade municipal Louis-Darragon et s'entraîne au stade universitaire du Tir aux Pigeons, à Bellerive-sur-Allier.
Il évoluait en 2e division fédérale (soit la 4e division), en 2022-2023. Après avoir terminé à la 11e place sur 12 dans la poule 4, le club est relégué en 3e division fédérale pour la saison 2023-2024.

#### Rugby à XIII
Vichy possède un club de rugby à XIII, Vichy XIII. Le club est un des rares en France à posséder une section pratiquant le rugby à XIII en fauteuil roulant.

### Sports nautiques
Le Club nautique de Vichy a été créé sous le nom de Ski Nautique de Vichy le 10 février 1956 par Marcel Maret. Une section motonautisme est créée en 1958 par Marcel Streicher ; c'est cette année qu'est disputée la première manifestation internationale de ski nautique et de motonautisme, à l'initiative du comité des fêtes de la ville de Vichy, et celle du changement de nom de la structure qui devient, le 21 octobre 1958, le Yacht Club de Vichy.
Le plan d'eau est créé en 1963 et en juin se dispute le premier grand prix international de ski nautique.
En 1964, le Yacht Club de Vichy devient un club omnisports nautiques et les installations du lac d'Allier sont confiées à la municipalité alors dirigée par Pierre Coulon.
Une section Stand up paddle est créée en 2018 et affiliée à la Fédération française de surf. Le 2 février 2019, le Yacht Club de Vichy devient le Club nautique de Vichy.

### Tennis
- Sporting Tennis Vichy Bellerive.

### Tennis de table
Le SL Vichy Tennis de table est un club de tennis de table créé en 1988. Il a connu sa période de gloire au début des années 2000 et a été une des meilleures équipes auvergnates ; elle a été la seule équipe à avoir évolué pendant deux saisons[Lesquelles ?] en nationale 1 masculine. Le club siège au gymnase des Célestins, à Vichy.

### Triathlon
Vichy Triathlon compte 325 licenciés.

### Volley-ball
Le club de volley-ball de Vichy est créé en juin 1999, par fusion avec le club de Cusset. Il joue à la salle des Ailes.

### Autres sports
Il existe aussi des clubs de cyclisme, d'équitation (en agglomération), d'escalade, d'escrime ou de gymnastique.

### Sports disparus
De 1892 à 1989, Vichy organisait des corridas.

## Événements

### Athlétisme
- Foulées Vichyssoises, organisées par le Racing Club de Vichy Athlétisme.

### Cyclisme

#### Tour de France
La ville de Vichy n'a été ville-étape du Tour de France qu'une seule fois, en 1952. Elle était la ville d'arrivée de la 22e étape en provenance de Clermont-Ferrand et ville de départ de la 23e et dernière étape menant au Parc des Princes, à Paris.
Le dernier passage du Tour de France à Vichy remonte à 2008 : le 25 juillet, les concurrents traversaient Vichy lors de la 19e étape reliant Roanne à Montluçon.
Néanmoins, Vichy pourrait accueillir une étape du Tour de France, notamment grâce à la qualité des équipements sportifs, récemment rénovés, ou une capacité hôtelière importante avec l'accueil d'équipes cyclistes, car des communes proches de Vichy sont villes de départ et/ou d'arrivée d'une étape du Tour de France ou du Paris-Nice.

#### Paris-Nice

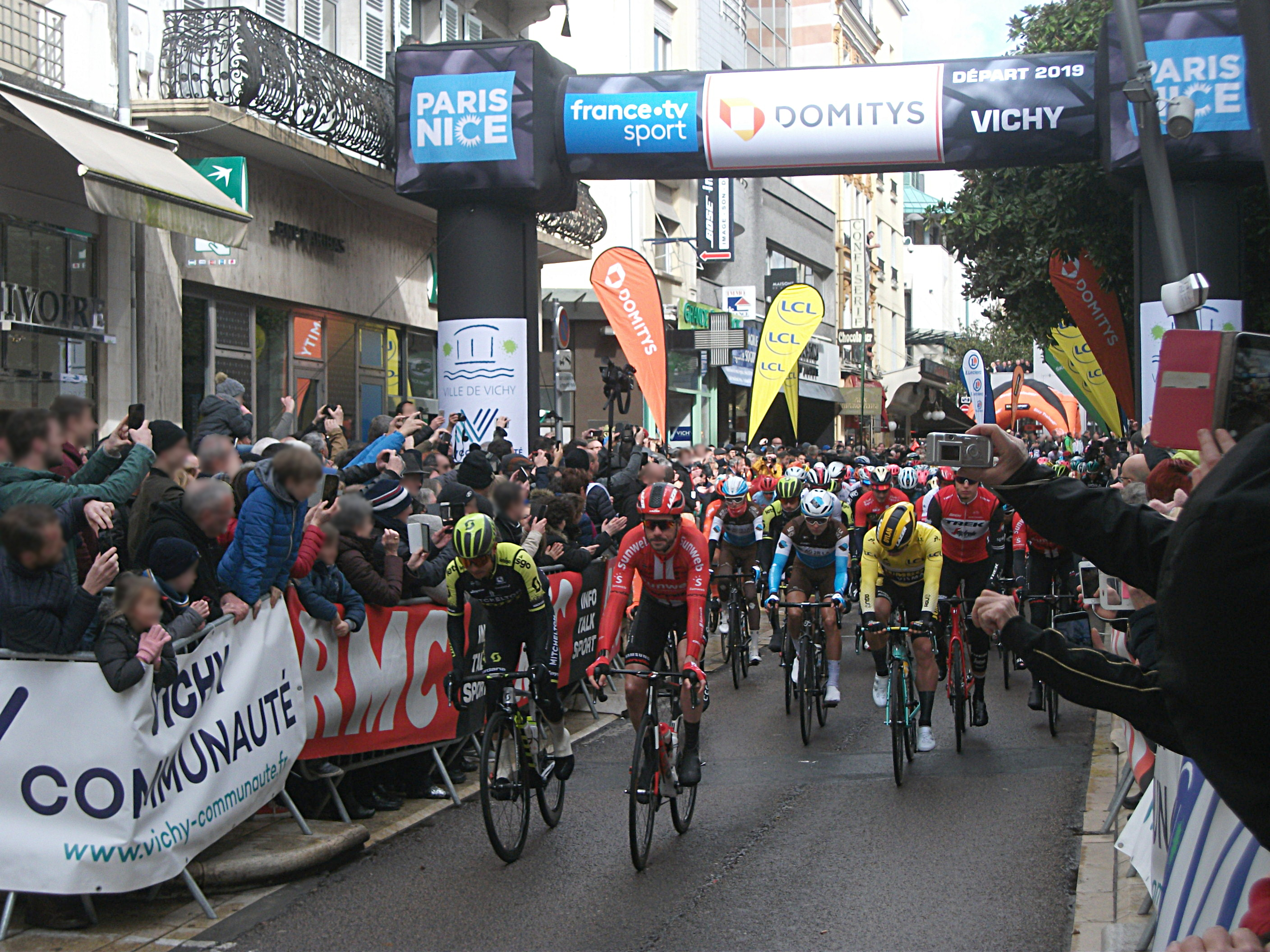
Départ de la 4e étape du Paris-Nice 2019.

Vichy a été ville-étape du Paris-Nice à plusieurs reprises :
- en 2009 : arrivée de la 3e étape depuis Orval le 10 et départ de la 4e étape le 11 mars 2009 conduisant les cyclistes à Saint-Étienne ;
- en 2019 : départ d'une étape menant à Pélussin, dans la Loire[73] ;
- en 2025 : départ d'une étape menant à La Loge des Gardes[74].

Elle a été ville de passage en 2023, le 8 mars 2023, lors de l'étape menant de Saint-Amand-Montrond à la station de ski de La Loge des Gardes.

#### Autres compétitions
En montagne bourbonnaise est disputé le trophée Walkowiak, en hommage au coureur cycliste Roger Walkowiak, vainqueur du Tour de France 1956 et décédé en 2017 dans l'agglomération de Vichy.

### Natation

#### Open de France de natation (2013-2016)
De 2013 à 2016, le stade aquatique de l'agglomération de Vichy a accueilli l'Open de France de natation.

### Sports nautiques

#### Championnats d'aviron

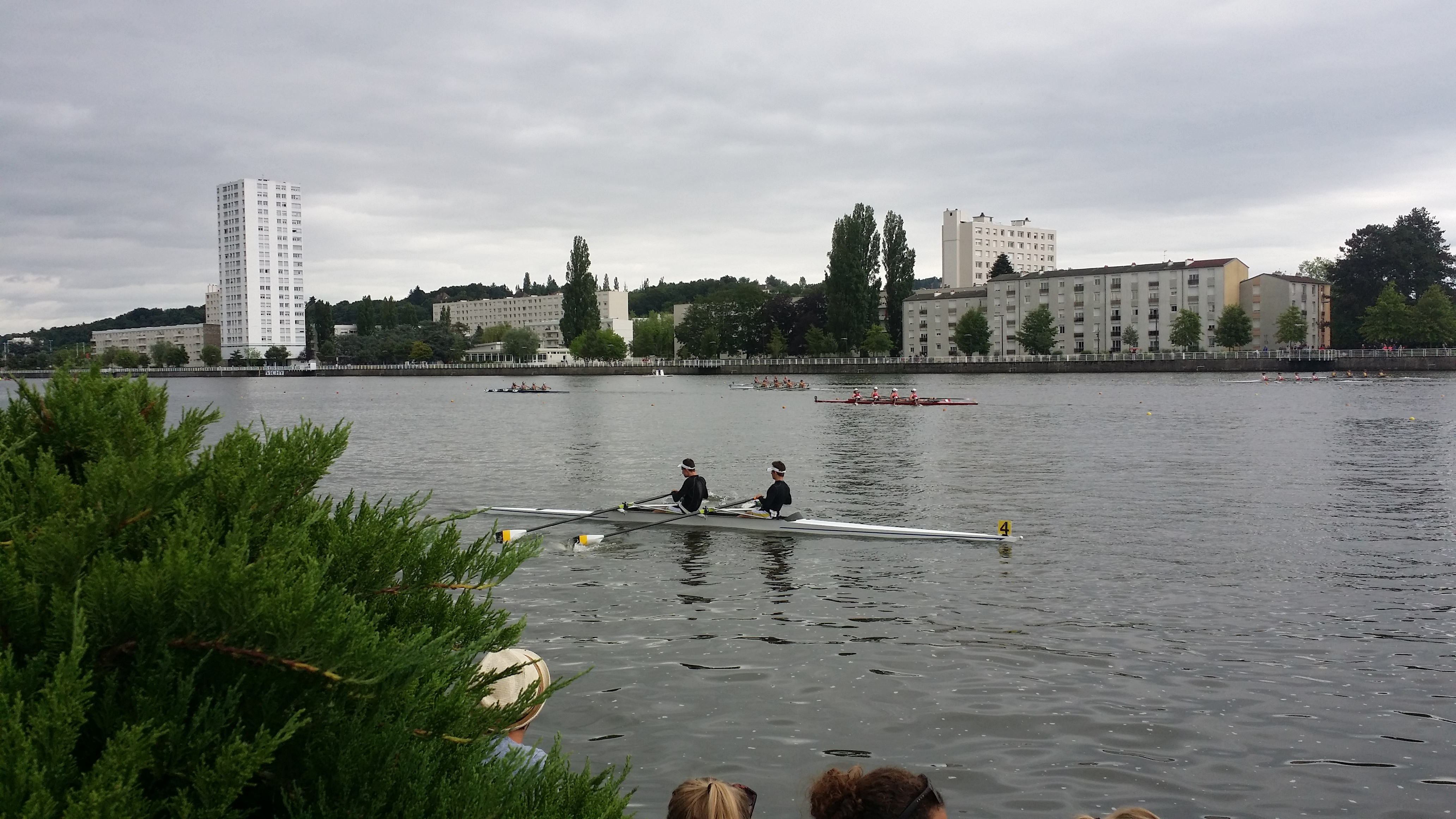
Un deux de couple pendant les championnats de France d'aviron U16 et U18, en juillet 2016.

Le Club de l'aviron de Vichy organise régulièrement des championnats nationaux d'aviron sur le lac d'Allier.
L'édition 2022 des championnats de France d'aviron bateaux longs, qui devait avoir lieu du 3 au 5 juin 2022,, rassemble 110 clubs et 1 500 rameurs (694 J18 et 805 senior aviron et para-aviron), des catégories deux de couple, quatre et huit, avec Matthieu Androdias et Hugo Boucheron (CA Lyon), champions olympiques à Tokyo en huit de pointe, ainsi que Claire Bové (AS Mantaise) et Laura Tarantola (Aviron grenoblois), vice-championnes olympiques en deux de couple.
La compétition a été perturbée le 4 juin par des conditions météorologiques aléatoires, alternant entre chaleur et orages. Une tempête de grêle, touchant le bassin de Vichy à 22 h 30, met fin prématurément à la compétition. Les finales ont dû être annulées et les médailles ont été attribuées aux meilleurs temps des demi-finales. Plus de 600 bateaux ont été endommagés pour un montant de 10 millions d'euros. De nombreux clubs ont tenté de sauver le matériel, endommagé malgré leur conception.

#### Championnats de canoë-kayak
Du 7 au 9 mai 2010, la ville de Vichy a organisé une étape des championnats du monde de course en ligne de canoë-kayak. Toutefois, le 1er juillet 2010, elle renonce à l'organisation des championnats de 2011, alors qu'elle a été sélectionnée en 2007, à la suite d'un retrait de la Fédération française de canoë-kayak (FFCK), à cause du « courant circulant sur la rivière Allier » et du « manque d'équité du bassin thermal ». Les épreuves s'étant déroulées dans des « conditions météorologiques extrêmement difficiles », une étude a néanmoins été commandée pour « vérifier que les conditions de course prévues pour 2011 seraient conformes au cahier des charges d'un championnat du monde qualificatif aux jeux Olympiques » (en l'occurrence ceux de Londres). L'arrêt du courant sur la rivière « ne pouvait être obtenu sur le temps nécessaire au programme de compétition » ce qui a contraint la FFCK à renoncer à l'organisation de l'événement qui devait avoir lieu du 18 au 21 août 2011. La compétition s'est finalement tenue à Szeged, en Hongrie.

#### Autres compétitions
Depuis 2022, le Club de l'aviron de Vichy organise également les Régates de Vichy. Pour la première édition, qui s'est tenue les 7 et 8 mai, 1 250 participants issus de clubs des régions Auvergne-Rhône-Alpes et Bourgogne-Franche-Comté ont été mobilisés.

#### Motonautisme
Du 28 au 30 juillet 2023, Vichy a accueilli la deuxième manche des Jet Ski World Series.

### Triathlon et dérivés

#### Challenge Vichy (2011-2014)
Le Challenge Vichy, ou le European Championships Triathlon Long Distance Challenge, est une ancienne compétition de triathlon qui a existé de 2011 à 2014.

#### Ironman Vichy (depuis 2015)
L'Ironman Vichy est une compétition de triathlon longue distance organisée par la World Triathlon Corporation propriétaire de la marque Ironman. Il se tient chaque année depuis 2015 en août. La compétition succède au Challenge Vichy (de), qui a existé de 2011 à 2014.
Vichy est la seconde ville française, après Nice, à accueillir un triathlon sous la marque Ironman ; elle a eu la particularité d'organiser, sur un même week-end, l'Ironman 70.3 (le samedi) et l'Ironman (le dimanche) jusqu'en 2023.
Le 14 janvier 2015, la World Triathlon Corporation a annoncé la première édition de l'Ironman Vichy, qui s'est tenue le 30 août 2015, avec une édition 70.3 la veille. Les cinquante premières places de l'Ironman Vichy sont qualificatives pour le championnat du monde d'Ironman à Hawaï, tandis que l'édition 70.3 offre trente places pour les championnats du monde d'Ironman 70.3 qui se tiennent sur la Sunshine Coast, en Australie. La première édition de l'Ironman a été remportée par le suisse Mauro Baertsch (de) et par l'espagnole Gurutze Frades.
Comme toutes les compétitions de triathlon, l'Ironman Vichy est composé de trois épreuves que sont la natation, le cyclisme et le marathon. La version Ironman 70.3 comprend les mêmes épreuves avec les distances réduites de moitié.
Les concurrents effectuent, dans cet ordre :
- un parcours de natation de 3,8 km, sur la rivière Allier le long du lac d'Allier (sauf en 2022[86]) ;
- un parcours cycliste de 2 × 90 km. De 2015 à 2018, il s'effectuait entre Vichy et les routes de la Limagne. Depuis 2019, il est dirigé vers la montagne bourbonnaise[87] ;
- un marathon de 42,195 km entre le parc omnisports et le centre de Vichy.

Le 18 octobre 2023, Ironman France annonce la fin du format full pour des raisons de rentabilité, l'édition 2023 n'ayant accueilli que 1 900 participants dont 700 le dimanche. Seul le format 70.3 est maintenu. Toutefois, la ville de Vichy et Vichy Communauté réfléchissent au retour du format full en 2025, tandis qu'Ironman France et les collectivités travaillent sur le maintien du format 70.3 jusqu'en 2027.
L'édition 2024, qui ne comprenait que le format 70.3, a compté près de 2 000 participants de 48 pays, et a été remportée par les triathlètes français Vincent Terrier et Sandrine Huon.

#### Yotta XP (depuis 2022)
La Yotta XP est une compétition d'aquathlon existant depuis 2022, organisée par XEFI.
Cette épreuve consiste à effectuer 1 km de nage (en eau libre) sur la rivière Allier et 8 km de course à pied, à effectuer une heure et à répéter cinq fois dans un temps imparti qui décroît de cinq minutes (au format XP). Une variante XPS existe avec les distances réduites de moitié. Jusqu'à cinq boucles peuvent être réalisées,,.
La compétition au format XP a été remportée par Pierre Le Corre (Les Sables Vendée Triathlon) en 3 h 17 min 14 s et par Margot Garabedian (Metz Triathlon) en 3 h 50 min 58 s.
La deuxième édition, qui s'étend sur deux journées (les 22 et 23 juillet 2023), a réuni 668 participants, contre plus de 200 en 2022. Le taux de réinscription s'élève à 75 %, selon le directeur de la communication de la compétition (le vainqueur sortant, Pierre Le Corre, ne participe pas à l'édition 2023). Le format Yotta XP a été remporté par le néerlandais Menno Koolhaas en 3 h 9 min 47 s et par la suissesse Jolanda Annen en 3 h 39 min 48 s,. Les deux concurrents conservent leur titre l'année suivante.
Le concept ayant séduit le public, Vichy continuera d'accueillir cette compétition jusqu'en 2026, à la suite d'une convention signée entre Yotta Sport et Vichy Communauté.
| Édition | Date            | Vainqueur       | Temps           | Réf.   |
| ------- | --------------- | --------------- | --------------- | ------ |
| 1       | 23 juillet 2022 | Pierre Le Corre | 3 h 17 min 14 s | [ 94 ] |
| 2       | 22 juillet 2023 | Menno Koolhaas  | 3 h 9 min 47 s  | [ 97 ] |

| Édition | Date            | Vainqueur              | Temps           | Réf.   |
| ------- | --------------- | ---------------------- | --------------- | ------ |
| 1       | 23 juillet 2022 | Margot Garabedian (en) | 3 h 50 min 58 s | [ 94 ] |
| 2       | 22 juillet 2023 | Jolanda Annen          | 3 h 39 min 48 s | [ 97 ] |

#### Triathlon de Vichy
L'édition 2025 du triathlon de Vichy devrait réunir 4 000 participants les 28 et 29 juin 2025, sous les formats XS, S, M et L, dont une manche du championnat de France des clubs, étape du Lindahls Pro+ Triathlon Series (une convention entre la ville de Vichy, Vichy Communauté et la Fédération française de triathlon a été signée le 4 avril 2025 pour un engagement de quatre ans). De grands noms du triathlon y participent, tels que Léo Bergère (Saint-Jean-de-Monts Vendée Triathlon), médaillé de bronze aux JO de Paris 2024 ; Dorian Coninx (Poissy), trois participations aux JO ; Léonie Périault (Issy Triathlon) ; ou le Hongrois Csongor Lehmann, champion d'Europe en 2024.

#### Championnats d'Europe de triathlon 2024
- Les Championnats d'Europe de triathlon 2024 se sont tenus à Vichy du 20 au 22 septembre 2024, avec 2 000 athlètes issus de quarante-huit fédérations européennes[102].

### Sports collectifs

#### Football
- Des matchs amicaux opposant des équipes de football ayant le statut professionnel ont eu lieu à Vichy.

#### Rugby
- En juin 2006, plusieurs rencontres de la coupe du monde de rugby des moins de 21 ans se sont disputées au stade Louis-Darragon.
- En avril 2025, se disputent des matchs du Festival U18 des Six Nations, réunissant les six équipes participant au Tournoi des Six Nations plus l'Espagne et la Géorgie, au stade Darragon. Ces huit équipes se disputent, sur trois journées, douze matchs afin que les joueurs de moins de dix-huit ans se préparent à des compétitions internationales[103].

#### Touch rugby

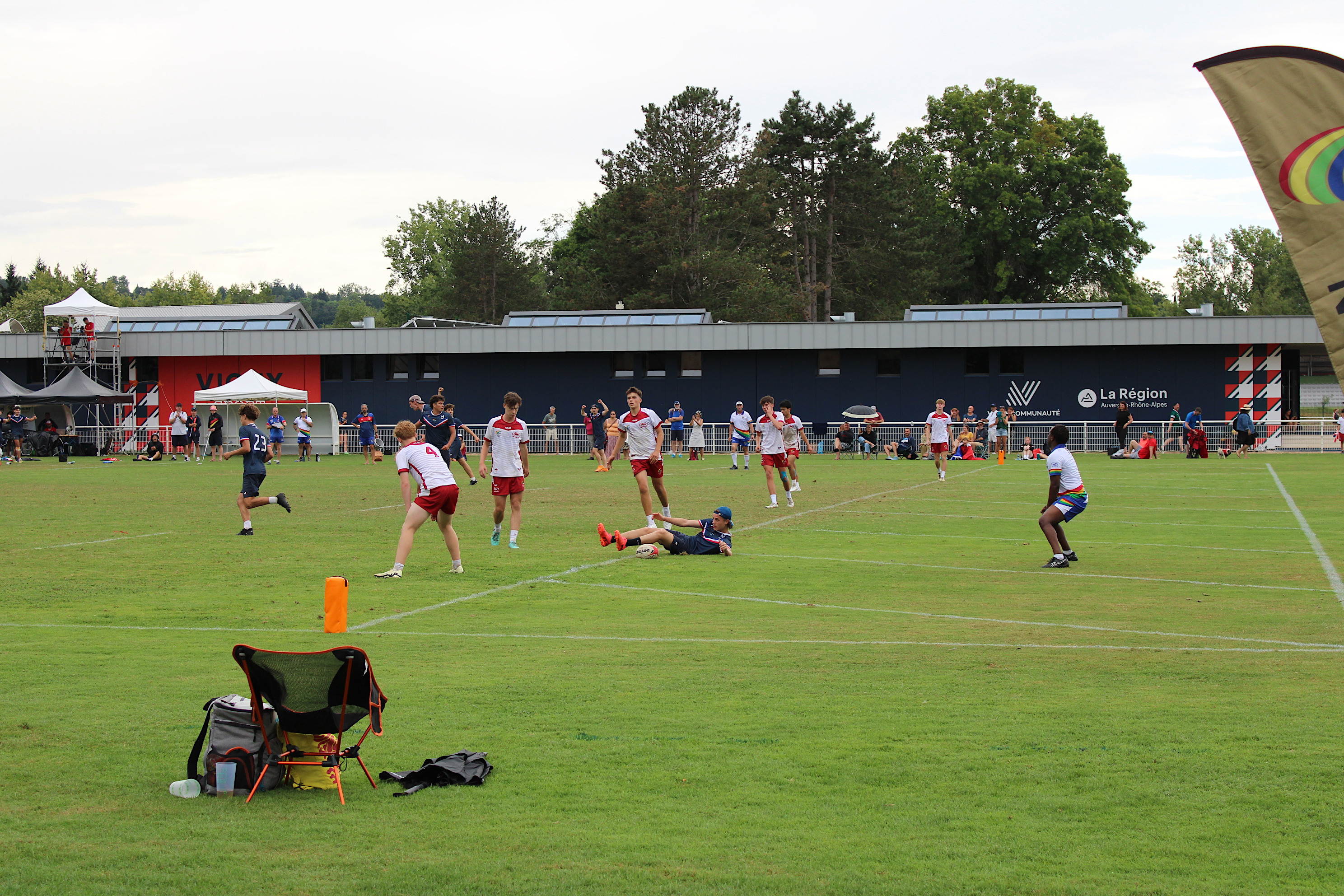
Essai marqué par l'équipe de France de touch rugby contre l'Angleterre, pendant les championnats d'Europe junior, sur le terrain no 2 du parc omnisports, le 17 août 2024.

Le plateau sportif accueille également des compétitions de touch rugby, variante du rugby sans plaquage. Les championnats d'Europe 2023, les championnats d'Europe juniors 2022 et 2024, ainsi que les finales hommes/femmes championnats de France des clubs les 28 et 29 juin 2025.

### Autres sports
- Entre le 15 et le 17 mars 2013, les championnats de France de wushu étaient organisés au gymnase Pierre-Coulon. L'équipe de France s'était entraînée au CREPS[104].

### Compétitions multisports
Du 4 au 10 juin 2023, Vichy était la ville hôte de la 6e édition des Jeux globaux, compétition de sport adapté pour les personnes déficientes intellectuelles, dans différents sites du bassin de Vichy (parc omnisports, CREPS, stade aquatique) mais aussi au COSEC et au Sporting Tennis à Bellerive-sur-Allier, à la maison des sports de Cusset ainsi qu'à Magnet.
Entre le 20 et le 23 mai 2024, le Challenge étudiant, organisé par la Fédération française du sport universitaire, a réuni 1 100 étudiants de huit écoles et de douze universités au parc omnisports et au CREPS, jouant dans onze disciplines,. La cérémonie d'ouverture s'est déroulée au palais des sports Pierre-Coulon (où joue la JAV) en présence de Sylvie Retailleau, ministre de l'Enseignement supérieur et de la Recherche, rappelant le faible engagement des étudiants dans la pratique sportive (un étudiant sur cinq) ; cet événement s'est clos avec la ministre des Sports et des Jeux olympiques et paralympiques Amélie Oudéa-Castéra. Le challenge est remporté par l'INSA Lyon (grandes écoles) et par l'université de Strasbourg (universités),.

## Personnalités
- Théo Curin, nageur handisport : porteur de la flamme olympique et allumeur du chaudron le 21 juin 2024 à Vichy[27].
- Amélie Oudéa-Castéra, ministre des Sports et des Jeux olympiques et paralympiques : le Sporting Tennis était le lieu de passage de la ministre lorsqu'elle participait aux Championnats de France de tennis[111].